# Chatham (Illinois)
Chatham é uma vila localizada no estado americano de Illinois, no Condado de Sangamon.

## Demografia
Segundo o censo americano de 2000, a sua população era de 8583 habitantes.
Em 2006, foi estimada uma população de 10.039, um aumento de 1456 (17.0%).

## Geografia
De acordo com o United States Census Bureau tem uma área de
12,9 km², dos quais 12,9 km² cobertos por terra e 0,0 km² cobertos por água. Chatham localiza-se a aproximadamente 180 m acima do nível do mar.

## Localidades na vizinhança
O diagrama seguinte representa as localidades num raio de 16 km ao redor de Chatham.